# Pusztaberki
Pusztaberki é um município da Hungria, situado no condado de Nógrád. Tem 6,85 km² de área e sua população em 2015 foi estimada em 124 habitantes.